# Iunite (deusa)
Iunite era uma deusa menor na religião egípcia antiga, cujo nome significa "Ela de Armante". Era a consorte de Montu.